# Карл Генріх Нассау-Зіген
Карл Генріх Нассау-Зіген, Шарль-Анрі-Ніколя-Отто де Нассау-Зіген (нім. Karl Heinrich Nikolaus Otto von Nassau-Siegen, фр. Charles Henri Nicolas Othon, prince de Nassau-Siegen, рос. Карл Генрих (Николай Отто) Нассау-Зигенский; 05.01.1743—10.04.1808) — принц німецької католицької герцогської лінії Зіген, російський адмірал, дипломат, мандрівник. Народився в Серапонте (Пікардія, Франція). У 14-річному віці поступив добровольцем на французьку військову службу. Воював під час Семилітньої війни 1756—1763 років. Супроводжував французького мореплавця Л.-А. де Бугенвіля в його навколосвітній подорожі (1766—69 роки).
У 1780 році одружився з Кароліною Гоздською — великою польською землевласницею, яка володіла землями на Поділлі. У Польщі Нассау-Зіген отримав індигенат, тобто його іноземне дворянство було урівняне з польським шляхетством. Часто проживав у селі Тинна — мальовничому маєтку дружини. Перебуваючи на Поділлі, досліджував можливість доставляти польські товари через річище р. Дністер в морські порти Середземномор'я.
Познайомився із князем Г.Потьомкіним, який запропонував йому взяти участь у подорожі російської імператриці Катерини II до Криму, що була запланована на 1787 рік. Зустріч з імператрицею відбулася взимку 1787 в Києві. 1788 брав участь у боях із турками: командував під Очаковим гребним флотом Росії, при взаємодії з парусною ескадрою контр-адмірала П.Джонса (національного героя США, запрошеного імператрицею Катериною II на російську службу) та армійськими частинами генерал-аншефа О.Суворова. Потім служив російським таємним агентом у Франції та Іспанії, домагався укладання союзу між Російською імперією, Австрією, Францією та Іспанією. Місія була невдалою.
Повернувшись до Росії, взяв участь у шведсько-російській війні 1789—90 років. Був призначений головнокомандувачем галерним флотом, розбив шведський галерний флот при Свенкзунді (13 вересня 1789 року). Здобув ще одну перемогу над шведами у Виборзькій бухті разом із парусною ескадрою адмірала В.Чичагова. Через рік вщент був розгромлений шведами при тому ж Свенкзунді (9-10 липня 1790).
Вийшов у відставку, повернув свої російські ордени Катерині II. Безвиїзно жив у с. Тинна, лише двічі покидав маєток: вперше для участі в похоронах російської імператриці Катерини II, а вдруге — для зустрічі в Парижі (Франція) із французьким імператором Наполеоном I Бонапартом (обговорював із ним можливість спільного походу російських і французьких військ на Індію).
Помер у маєтку Тинна.